# 문희경
문희경(한국 한자: 文熙景, 1965년 9월 23일~)은 대한민국의 여성 배우로, 처음에는 1986년에 가수로 첫 출발하였다.

## 생애
1965년 9월 23일 제주특별자치도 서귀포시 남원읍 하례리에서 아버지 문태룡과 어머니 김숙자 사이에서 2남 6녀 중 다섯째로 태어났다. 원래 가수로서 연예계에 데뷔했다. 1986년 '1회 샹송경연대회'에서 대상을 받고 '쇼86' 에 출연했다. 이후 1987년 강변가요제에서 '그리움은 빗물처럼'으로 대상을 따내면서 본격적으로 주목받기 시작했다. 동상을 차지했던 티삼스의 레전드급 노래 매일 매일 기다려가 꽤 임팩트가 강했던 탓에 상대적으로 묻혔다고 문희경이 직접 밝혔다. 1990년대 중반까지 다른 분야에서 활동하지 않고 전문 발라드 가수로서 1989년에 1집 '갈 곳 잃은 연정', 1994년에 2집 '예전같지 않은 너'를 발표했고, 1993 대전 엑스포 앨범에 참여하여 커리어를 이어 나가게 된다.
꽤 인기를 끌기도 했지만 1990년대 중반 이후 가수로서 한계를 느낀 문희경은 배우로 방향을 수정하게 되고, 그렇게 뮤지컬과 영화를 넘나드는 뛰어난 배우로 변신하게 된다. 드라마만을 봐서는 못된 계모나 심술궂은 아주머니만 전문으로 할 거 같지만, 연기의 폭이 대단히 넓고 뮤지컬에서는 카리스마 있는 연기를 보여 주었다. 2015년 MBK엔터테인먼트(구 코어콘텐츠미디어)와 계약했다가, 2017년 7월 플라이업엔터테인먼트로 이적했다. 플라이업엔터테인먼트와의 계약이 만료된 이후에는 당시 드라마를 함께 찍고 있던 임수향의 추천으로 FN 엔터테인먼트로 이적했다.

## 학력
- 하례초등학교 (졸업)
- 효돈중학교 (졸업)
- 서귀포여자고등학교 (졸업)
- 숙명여자대학교 불어불문학과 (학사)

## 연기 활동

### 드라마
- 2008년 MBC 주말연속극 《내 인생의 황금기》 ... 이만숙 역
- 2009년 KBS 2TV 수목드라마 《아이리스》 ... 승희의 이모 역
- 2010년 tvN 금요드라마 《위기일발 풍년빌라》 ... 노매자 역
- 2010년 SBS 창사20주년 대하드라마 《자이언트》 ... 오남숙 역
- 2010년 KBS 2TV 단막극 《KBS 드라마 스페셜 - 끝내주는 거피》
- 2010년 SBS 월화드라마 《닥터 챔프》 ... 고미자 역
- 2011년 SBS 드라마 스페셜 《49일》 ... 방화준 역
- 2011년~2012년 MBC 주말 특별기획 《애정만만세》 ... 써니 박(박언년) 역
- 2011년 SBS 아침연속극 《태양의 신부》 ... 공경숙 역
- 2011년 SBS 특집드라마 《위대한 선물》 ... 윤주희 역
- 2012년 KBS 1TV 저녁 일일드라마 《별도 달도 따줄게》 ... 고미자 역
- 2012년 SBS 대기획 《대풍수》 ... 대무려 역
- 2012년 SBS 일일드라마 《가족의 탄생》 ... 박금옥 역
- 2013년 KBS 2TV 단막극 《KBS 드라마 스페셜 - 오빠와 미운 오리》 ... 고모 역
- 2014년 KBS 2TV 수목드라마 《감격시대: 투신의 탄생》 ... 원장수녀 역
- 2014년 JTBC 일일연속극 《귀부인》 ... 박경자 역
- 2014년 SBS 드라마 스페셜 《너희들은 포위됐다》 ... 유애연 역
- 2014년 tvN 금토드라마 《잉여공주》 ... 윤진아의 어머니 역
- 2014년 KBS 2TV 월화드라마 《내일도 칸타빌레》
- 2014년 MBC 주말드라마 《장미빛 연인들》 ... 엠마 리 역
- 2014년 KBS 1TV 일일연속극 《당신만이 내사랑》 ... 박주란 역
- 2015년 SBS 특별기획 《내마음 반짝반짝》 ... 음대 교수 역
- 2015년 MBC 일일 특별기획 《아름다운 당신》 ... 이하연 역
- 2016년 KBS 2TV 저녁 일일드라마 《여자의 비밀》 ... 유장미 역
- 2016년 SBS 특별기획 《끝에서 두번째 사랑》 ... 나춘우 역
- 2016년 MBC 월화드라마 《캐리어를 끄는 여자》 ... 최 여사 역
- 2017년 SBS 월화드라마 《귓속말》 ... 윤정옥 역
- 2017년 MBC 일일 특별기획 《별별 며느리》 ... 윤소희 역
- 2017년 JTBC 금토드라마 《품위있는 그녀》 ... 금여사 역
- 2017년 JTBC 웹드라마 《힙한 선생》 ... 맹모숙 역
- 2017년 MBC 주말드라마 《밥상 차리는 남자》
- 2017년 tvN 월화드라마 《이번 생은 처음이라》 ... 조명자 역
- 2018년 MBC 월화드라마 《위대한 유혹자》 ... 오세리 역
- 2018년 SBS 특별기획 《착한마녀전》 ... 김공주 역
- 2018년 SBS 특별기획 《미스 마 - 복수의 여신》 ... 박진숙 역
- 2019년 MBC 특별기획 주말드라마 《슬플 때 사랑한다》 ... 임연화 역
- 2019년 KBS 2TV 수목드라마 《왜그래 풍상씨》 ... 누님 역(특별출연)
- 2019년 JTBC 월화드라마 《으라차차 와이키키 2》 ... 한수연 시어머니 역(특별출연)
- 2019년 KBS 1TV 저녁 일일드라마 《여름아 부탁해》 ... 허경애 역
- 2019년 MBN/iHQ DRAMA 수목드라마 《우아한 가》 ... 하영서 역
- 2020년 tvN 목요드라마 《슬기로운 의사생활》 ... 조영혜 역 - 석형 엄마
- 2020년 KBS 2TV 수목드라마 《도도솔솔라라솔》 ... 공미숙 역
- 2020년 KBS 1TV 저녁 일일드라마 《누가 뭐래도》 ... 노금숙 역
- 2020년 카카오TV 웹드라마 《며느라기》 ... 박기동 역
- 2021년 tvN 목요드라마 《슬기로운 의사생활 시즌2》 ... 조영혜 역
- 2021년 채널A 월화드라마 《쇼윈도: 여왕의 집》 ... 김강임 역
- 2021년 KBS 2TV 주말드라마 《신사와 아가씨》 ... 승호의 어머니 역 (특별출연)
- 2022년 tvN 수목드라마 《살인자의 쇼핑목록》 ... 양순 역
- 2022년 MBC 금토드라마 《닥터 로이어》 ... 장정옥 역
- 2022년 tvN 월화 미니시리즈 《연예인 매니저로 살아남기》 ... 강경옥 역
- 2023년 지니 TV 수목 미니시리즈 《딜리버리 맨!》 ... 박경화 역
- 2023년 ENA 수목 미니시리즈 《행복배틀》 ... 임강숙 역
- 2023년 채널A 월요 미니시리즈 《며느라기2…ing》 ... 박기동 역

### 영화
- 2007년 《좋지 아니한가》 ... 오희경 역
- 2008년 《서양골동양과자점 앤티크》 ... 머플러 역
- 2009년 《불신지옥》 ... 경자 역
- 2010년 《우리 만난 적 있나요》 ... 은교 모 역 (특별출연)
- 2011년 《마이 블랙 미니드레스》 ... 유민 모 역 (우정출연)
- 2011년 《세상에서 가장 아름다운 이별》 ... 윤 박사 역 (특별출연)
- 2011년 《시선 너머》 ... 병원 역 (특별출연)
- 2013년 《히어로》 ... 제현 모 역 (특별출연)
- 2014년 《그댄 나의 뱀파이어》 ... 황덕희 역
- 2015년 《간신》 ... 훈육상궁 역
- 2016년 《글로리데이》 ... 지공 모 역
- 2018년 《인어전설》 ... 옥자 역
- 2019년 《어멍》 ... 숙지 역
- 2020년 《종이꽃》 ... 민 여사 역 (특별출연)
- 2023년 《튤립 모양》 ... 한미자 역
- 2023년 《익스트림 페스티벌》 ... 군수 평길탄 역

## 방송
- 2011년 SBS 《강심장》 - 게스트 (61회 1월 25일 / 62회 2월 1일)
- 2015년 MBC 《미스터리 음악쇼 복면가왕》 - 사모님은 쇼핑 중
- 2016년 KBS2 《해피투게더》 - 올킬남녀 출연
- 2016년 JTBC 《힙합의 민족》
- 2016년 JTBC 《힙합의 민족2》
- 2019년 JTBC 《한끼줍쇼》(With 임수향)
- 2020년 MBN 《보이스트롯》
- 2020년 MBN 《트롯파이터》
- 2021년 TV조선 《사랑의 콜센타》 게스트 (60회)
- 2022년 ~ 2023년 TV조선 《미스터트롯2 - 새로운 전설의 시작》 - 심사위원
- 2023년 TV조선 《식객 허영만의 백반기행》 게스트 (183회)
- 2023년 KBS2 《개는 훌륭하다》 게스트 (176회)
- 2023년 SBSM 《더 쇼》 335회
- 2023년 MBC 《미스터리 음악쇼 복면가왕》 - 마카롱
- 2023년 MBC 《황금어장 라디오스타》 게스트 (831회)
- 2024년 채널A 《4인용식탁》 조혜련편 초대손님

## 수상
- 1987년 MBC 강변가요제 대상 수상
- 2004년 제10회 한국뮤지컬대상 여우조연상
- 2007년 제8회 부산영화평론가협회상 여우조연상